# Amazilia rutila
Amazilia rutila là một loài chim trong họ Trochilidae.
Loài này được tìm thấy ở Tây Bắc Mexico đến Costa Rica. Môi trường sống tự nhiên của chúng là rừng ẩm vùng đất thấp nhiệt đới hoặc cận nhiệt đới, các khu rừng vùng núi ẩm nhiệt đới hoặc cận nhiệt đới, và các khu rừng trước đây bị suy thoái nặng nề.
Loài chim này có kích thước khoảng 10 cm và cân nặng khoảng 5 g.
Phần trên là màu xanh đồng kim loại trong khi phần dưới màu quế, nhạt ở cằm và trên cổ họng, đôi cánh tối. Mỏ màu đỏ với đầu mỏ màu đen. 